# 线性动态系统
线性动力系统是函数關係满足线性关系的动力系统。一般来说，动力系统没有解析解，而线性动力系统则可以精确求解，且具有丰富的数学性质。线性系统还可用于理解一般动力系统的定性行为，方法是计算系统平衡点，并将其近似为每个平衡点周围的线性系统。

## 概述
线性动力系统中，状态向量（{\displaystyle N}维向量，记作{\displaystyle \mathbf {x} }）的变化等于常数矩阵（记作{\displaystyle \mathbf {A} }）乘以
{\displaystyle \mathbf {x} }。这种变化有两种形式：流，即{\displaystyle \mathbf {x} }随时间连续变化
{\displaystyle {\frac {d}{dt}}\mathbf {x} (t)=\mathbf {A} \mathbf {x} (t)}
或映射，其中
{\displaystyle \mathbf {x} }随时间离散变化
{\displaystyle \mathbf {x} _{m+1}=\mathbf {A} \mathbf {x} _{m}}
这些方程在以下意义上是线性的：如若
{\displaystyle \mathbf {x} (t)}、{\displaystyle \mathbf {y} (t)} 
是两个有效解，那么它们的任意线性组合也是有效解，如
{\displaystyle \mathbf {z} (t)\ {\stackrel {\mathrm {def} }{=}}\ \alpha \mathbf {x} (t)+\beta \mathbf {y} (t)} 
，其中{\displaystyle \alpha }、{\displaystyle \beta }
为任意标量。矩阵{\displaystyle \mathbf {A} }不必对称。
线性动力系统可精确求解，而大多数非线性动力系统不能。偶尔，非线性系统也可将变量变换为线性系统来精确求解。此外，（几乎）任何非线性系统的解都可通过其定点附近的等效线性系统很好地逼近。因此，理解线性系统及其解法是理解更复杂的非线性系统的关键一步。

## 线性动力系统的解
若初向量{\displaystyle \mathbf {x} _{0}\ {\stackrel {\mathrm {def} }{=}}\ \mathbf {x} (t=0)}
与矩阵{\displaystyle \mathbf {A} }的一个右特征向量{\displaystyle \mathbf {r} _{k}}对齐，那么动力系统就是
{\displaystyle {\frac {d}{dt}}\mathbf {x} (t)=\mathbf {A} \mathbf {r} _{k}=\lambda _{k}\mathbf {r} _{k}}
其中{\displaystyle \lambda _{k}}是相应的特征值；方程的解为
{\displaystyle \mathbf {x} (t)=\mathbf {r} _{k}e^{\lambda _{k}t}}
可以通过替换来确认。
若{\displaystyle \mathbf {A} }是可对角化矩阵，那么{\displaystyle N}维空间中的任何向量都可用矩阵{\displaystyle \mathbf {A} }的左右特征向量（记作{\displaystyle \mathbf {l} _{k}}）的线性组合表示。
{\displaystyle \mathbf {x} _{0}=\sum _{k=1}^{N}\left(\mathbf {l} _{k}\cdot \mathbf {x} _{0}\right)\mathbf {r} _{k}}
因此{\displaystyle \mathbf {x} (t)}的一般解是右特征向量各解的线性组合
{\displaystyle \mathbf {x} (t)=\sum _{k=1}^{n}\left(\mathbf {l} _{k}\cdot \mathbf {x} _{0}\right)\mathbf {r} _{k}e^{\lambda _{k}t}}
离散情形同理。

## 二维中的分类

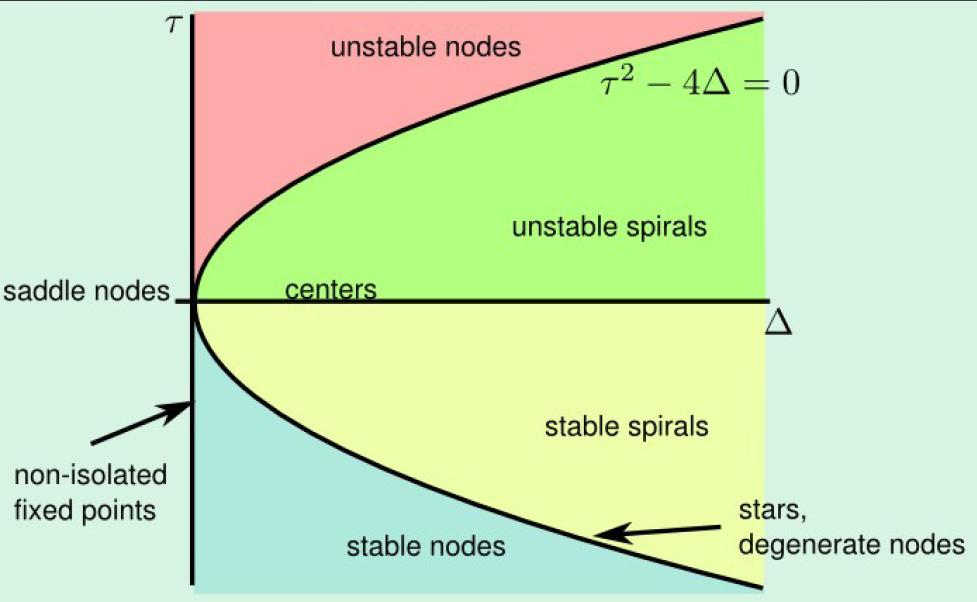
非线性系统的线性近似：根据雅可比矩阵的迹和行列式（平衡点附近系统的线性化）对二维定点进行分类。

特征多项式det(A - λI)的根就是A的特征值。根{\displaystyle \lambda _{n}}的符号与相互关系可确定动力系统
{\displaystyle {\frac {d}{dt}}\mathbf {x} (t)=\mathbf {A} \mathbf {x} (t).}
的稳定性。对于2维系统，特征多项式形式为{\displaystyle \lambda ^{2}-\tau \lambda +\Delta =0}，其中{\displaystyle \tau }是迹，{\displaystyle \Delta }是A的行列式。因此，这两个根的形式是
{\displaystyle \lambda _{1}={\frac {\tau +{\sqrt {\tau ^{2}-4\Delta }}}{2}}}
{\displaystyle \lambda _{2}={\frac {\tau -{\sqrt {\tau ^{2}-4\Delta }}}{2}}},
且{\displaystyle \Delta =\lambda _{1}\lambda _{2}}，{\displaystyle \tau =\lambda _{1}+\lambda _{2}}。因此，如果{\displaystyle \Delta <0}，则特征值符号相反，定点为鞍点。若{\displaystyle \Delta >0}，则特征值符号相同。因此，若{\displaystyle \tau >0}则两个特征值都为正，该点不稳定；若{\displaystyle \tau <0}则两个特征值都为负，该点稳定。判别式将说明该点是节点型还是螺旋型（即特征值是实值还是复值）。